# Rossy Moreno
María del Rocío Moreno León (Ciudad de México, 17 de octubre de 1965) es una luchadora profesional mexicana, conocida bajo el nombre en el ring Rossy Moreno. En Lucha Libre AAA Worldwide (AAA) es una ex-Campeona Reina de Reinas de AAA y una dos veces Campeona Nacional Femenil de México.

## Carrera
Aprendió los conceptos básicos de la lucha de su padre e hizo su debut con Nessa Warukoyo en 1978.
En 1982 ganó un título estatal mexicano, el Campeonato Femenil del Estado de México.
Desde entonces, utilizó la Universal Wrestling Association como su arena principal y viajó a Japón por primera vez en 1985 como parte de All Japan Women's Pro Wrestling. También desafió por el Campeonato Mundial Femenil de UWA en poder de Jaguar Yokota.
En 1986, participó en el lanzamiento de Japan Women's Pro Wrestling. En su combate inaugural del 17 de agosto, fue la oponente debut de Rumi Kazama. Su hermana menor, Estelle, también se unió a Japan Girls como estudiante internacional.
Después de regresar a Japón y trabajar con el Consejo Mundial de Lucha Libre (CMLL), se casó con Dr. Wagner Jr. y se convirtió en madre de dos hijos, pero se divorciaron.
Luego de ello, regresó a Asistencia Asesoría y Administración (AAA). Ella desempeñó un papel activo como ruda incluido el conflicto con Xóchitl Hamada y el enfrentamiento fraternal con Cynthia. También ganó el torneo Reina de Reinas celebrado en el año 2000.
Actualmente trabaja como freelancer no solo en México sino también en Estados Unidos.

## Vida personal
Moreno es miembro de una extensa familia de lucha libre fundada por su padre Alfonso Moreno, quien era luchador y promotor de lucha libre, y su madre, quien se hizo cargo de la promoción de la lucha libre en la Arena Azteca Budokan en Ciudad Nezahualcóyotl, Estado de México, después de la muerte de Alfonso Moreno. Las hermanas de Rossy, Esther, Cynthia y Alda Moreno son o han sido luchadoras profesionales al igual que su hermano quien trabaja como El Oriental. Ella es la exesposa del Dr. Wagner Jr. y tienen un hijo que lucha como El Hijo de Dr. Wagner Jr..

## Campeonatos y logros
- Lucha Libre AAA Worldwide
  - Campeonato Reina de Reinas de AAA (1 vez) [4]
- Consejo Mundial de Lucha Libre
  - Campeonato Nacional Femenil (2 veces) [5]